# Wuthering nights: Live in Birmingham
Wuthering nights: Live in Birmingham is een livealbum van Steve Hackett en zijn band.
De titel is een samentrekking van enerzijds Wind & Wuthering, het laatste studioalbum van Genesis waar Hackett op meespeelde en anderzijds Hackett’s album The night siren, dat voorafgaand op dit livealbum uitkwam. Hackett speelde al jaren voor het verschijnen van dit livealbum een combinatie van eigen werk en nummers van Genesis. De toer in 2016/2017 kreeg de titel mee Genesis revisited with classic Hackett. Tijdens deze concertreeks van waaruit dit album is opgenomen greep Hackett terug op met name Genesisalbums A Trick of the Tail en Wind & Wuthering; die albums vierden hun veertigjarig bestaan in 2016; het jaar waarin de toer begon. Van Wind & Wuthering speelde Hackett uiteraard Wot gorilla niet; de keus van de andere leden van Genesis dit nummer op het album te zetten in plaats van Inside and out werd een van de redenen van Hacketts vertrek. Ook All in a mouse's night ontbreekt. Opnamen voor het livealbum vonden plaats in mei 2017 tijdens concert(en) en de Symphony Hall te Birmingham.  

## Musici
- Steve Hackett – gitaar, zang
- Roger King – toetsinstrumenten
- Nad Sylvan – zang, tamboerijn
- Gary O’Toole – drumstel, percussie, zang
- Rob Townsend – saxofoon, blaasinstrumenten, percussie, zang, toetsinstrumenten, baspedalen
- Nick Beggs – basgitaar, variax, twaalfsnarige gitaar, zang

Met
- John Hackett – dwarsfluit (track 6 van cd1)
- Amanda Lehmann (schoonzus van Steve Hackett) – zang (tracks 1, 4, 6 en 8 van cd1)

## Muziek
| Nr. | Titel                                                 | Duur  |
| --- | ----------------------------------------------------- | ----- |
| 1.  | Every day (van Spectral mornings)                     | 7:01  |
| 2.  | El nino (van The night siren)                         | 4:08  |
| 3.  | The steppes (van Defector)                            | 8:01  |
| 4.  | In the skeleton gallery (van The night siren)         | 7:00  |
| 5.  | Behind the smoke (van The night siren)                | 7:17  |
| 6.  | Serpentine song (van To watch the storms)             | 7:39  |
| 7.  | Rise again (van Darktown)                             | 5:25  |
| 8.  | Shadown of the Hierophant (van Voyage of the acolyte) | 11:01 |
| 9.  | Eleventh Earl of Mar (van Wind & Wuthering)           | 8:56  |

| Nr. | Titel                                             | Duur  |
| --- | ------------------------------------------------- | ----- |
| 1.  | One for the vine (van Wind & Wuthering)           | 10:54 |
| 2.  | Acoustic improvisation                            | 0:34  |
| 3.  | Blood on the rooftops (van Wind & Wuthering)      | 5:50  |
| 4.  | In that quiet earth (van Wind & Wuthering)        | 5:07  |
| 5.  | Afterglow (van Wind & Wuthering)                  | 4:34  |
| 6.  | Dance on a volcano (van A Trick of the Tail)      | 6:54  |
| 7.  | Inside and out (van Spot the Pigeon)              | 6:40  |
| 8.  | Firth of Fifth (van Selling England by the Pound) | 10:34 |
| 9.  | The musical box (van Nursery Cryme)               | 11:33 |
| 10. | Los endos (van A Trick of the Tail)               | 9:59  |

In Los endos verwerkte Hackett nog fragmenten van eigen werk.
Er verschenen meerdere versies van dit album. Een van de versies ging gepaard met twee dvd’s waarop het concert te bekijken was. Op die dvd’s stonden tevens een Behind the scenes (dvd1) en video’s van Behind the smoke, Fifty miles from the north pole en West to east (dvd2). 